# Russalkamonument
Het Russalkamonument (Ests: Russalka mälestussammas) is een monument in de Estse hoofdstad Tallinn. Het bevindt zich aan de baai van Tallinn, net ten noorden van het Kadriorgpark.
Het 16 meter hoge monument werd in 1902 gemaakt door Amandus Adamson om het zinken van het pantserschip Roesalka (Русалка) in 1893 te herdenken, waarbij 177 bemanningsleden om het leven kwamen. De naam van het schip verwijst naar een roesalka, een waternimf uit de Slavische mythologie (russalka is de Estse transliteratie van het Russische русалка). Het beeld laat een engel op een rots zien die met een orthodox kruis wijst naar de plek waar het schip zonk. De promenade waarop het monument staat, heeft de vorm van een kompas.